# Dyrlægens natmad
Dyrlægens natmad («bocadillo nocturno del veterinario») es el nombre danés para un smørrebrød; también conocido como un sándwich abierto, sobre el cual se coloca una selección particular de coberturas. El nombre de este bocadillo se originó en la década de 1920 en el restaurante de sándwiches de Oskar Davidsen en Copenhague. Según la historiadora de alimentos Nina Bauer, el famoso sándwich lleva el nombre de uno de los clientes habituales del restaurante, un distinguido veterinario llamado Sigurd Kejlgaard, que trabajaba cuidando los caballos en los establos reales y el Circus Miehe contemporáneo .
La forma más simple de dyrlægens natmad consiste en una rodaja de rugbrød con una base de mantequilla o grasa, una capa de leverpostej, carne de res salada en rodajas, aspic de caldo de carne y aros de cebolla roja en su parte superior.